# بانک اسلامی العز
بانک اسلامی العز (انگلیسی: Alizz Islamic Bank) شرکت خدمات مالی و بانکداری عمانی است، که در سال ۲۰۱۲ تأسیس شد.